# Mann Yadanarpon Airlines

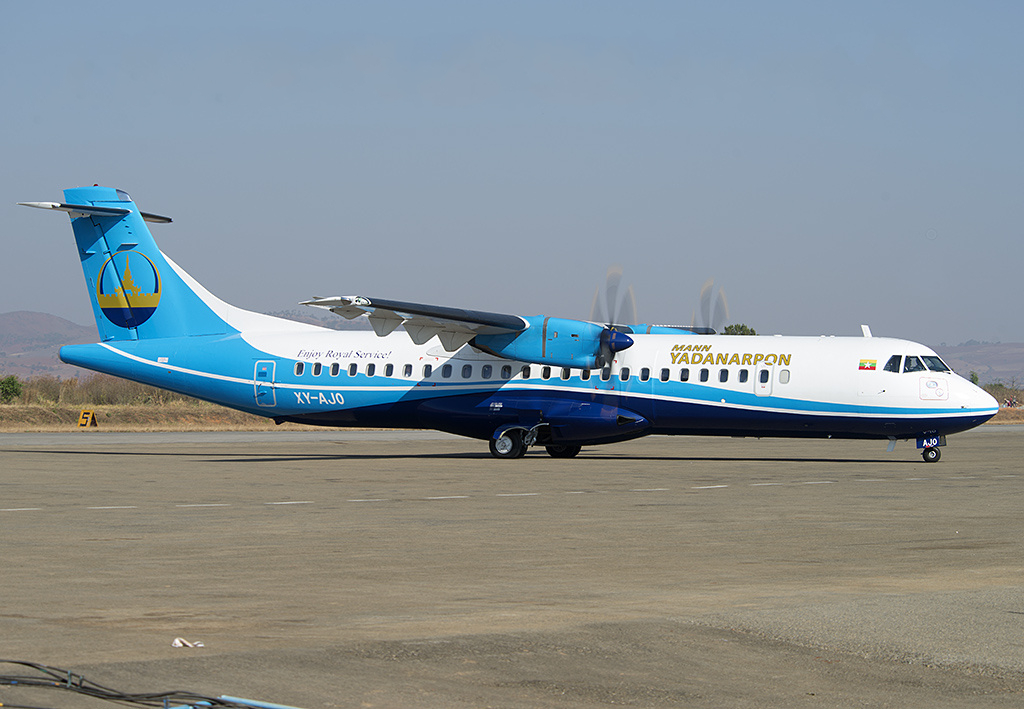
ATR 72-600 авіакомпанії Mann Yadanarpon Airlines

Mann Yadanarpon Airlines (бірм. မန်းရတနာပုံ လေကြောင်းလိုင်းမန်းရတနာပုံ လေကြောင်းလိုင်း), — приватна авіакомпанія М'янми зі штаб-квартирою в місті Мандалай, що працює в сфері регулярних пасажирських перевезень на внутрішніх маршрутах. Компанія також пропонує чартерні рейси в Таїланд.
Портом приписки авіакомпанії і її головним транзитним вузлом (хабом) є міжнародний аеропорт Мандалай.

## Маршрутна мережа
- М'янма
  - Мандалай — міжнародний аеропорт Мандалай — хаб
  - Янгон — міжнародний аеропорт Янгон
  - Баган — аеропорт Ніяунг-У
  - Хайхо — аеропорт Хайхо
  - Тандуе — аеропорт Тандуе
  - Ченгтун — аеропорт Ченгтун
  - Тачхілуа — аеропорт Тачхілуа
  - Лашо — аеропорт Лашо
  - М'єй — аеропорт М'єй
  - Тавой — аеропорт Тавой
  - Кодаун — аеропорт Кодаун
  - Мейтхіла — аеропорт Мейтхіла
  - Сітуе — аеропорт Сітуе
  - Моламьяйн — аеропорт Моламьяйн

## Флот
В листопаді 2015 року повітряний флот авіакомпанії Mann Yadanarpon Airlines складали наступні літаки: